# Новая Александровка (Неверкинский район)
Новая Александровка — деревня в Неверкинском районе Пензенской области. Входит в состав Бикмурзинского сельсовета.

## География
Находится в юго-восточной части Пензенской области на расстоянии приблизительно 5 км на восток от районного центра села Неверкино на левом берегу Илим-Кадады.

## История
Известна с 1911 года, когда здесь было 59 дворов и церковноприходская школа. В 1955 году работал колхоз имени Маленкова. Численность населения: 418 человек (1911 год), 469 (1926), 689 (1939), 125 (1959), 16 (1979), 13 (1989), 7 (1996).

## Население
Население составляло 2 человека (русские 100 %) в 2002 году, 2 в 2010.